# Hocquigny
Hocquigny é uma comuna francesa na região administrativa da Normandia, no departamento Mancha. Estende-se por uma área de 3,02 km². Em 2010 a comuna tinha 188 habitantes (densidade: 62,3 hab./km²).